# Семёнов, Владимир Геннадьевич
Влади́мир Генна́дьевич Семёнов (род. 15 июля 1960 года; Старая Тепловка, Бузулукский район, Оренбургская область, СССР) — российский военный историк и краевед. Кандидат исторических наук, доцент кафедры истории Отечества и социально-политических теорий Оренбургского государственного педагогического университета. Автор ряда научных статей и монографий по военной истории Южного Урала и Оренбургского казачьего войска.

## Биография
После службы в Советской армии окончил историко-филологический факультет Оренбургского государственного педагогического института (1986). В 1986—1989 работал учителем в сельской школе.
С 1989 преподаёт в Оренбургском педагогическом университете. В 2003 году защитил диссертацию на соискание учёной степени кандидата исторических наук на тему «Оренбургское казачье войско в годы Первой Мировой войны, 1914—1917 гг.». Является сопредседатель архивной комиссии Оренбургского казачьего общества.
Кроме ряда монографий является автором многочисленных статей в различных научных журналах и сборниках. Также составлял статьи для энциклопедии «Военная история Башкир». С 1990 года собирал сведения об офицерах Оренбургского казачьего войска. На проходившей в 2003 году в Челябинске конференции, посвящённой Белому движению на Урале, Совместно с московским историком А. В. Ганиным им были собраны исчерпывающие биографические материалы о нескольких тысячах офицеров ОКВ.
Был первым, кто на научном уровне досконально рассмотрел проблемы участия оренбургских казаков в Русско-японской и Первой мировой войнах.

## Основная библиография
- Семёнов В. Г. Кавалеры ордена Святого Георгия Оренбургского казачьего войска. — Оренбург, 1992.
- Ганин А. В., Семёнов В. Г. Офицерский корпус Оренбургского казачьего войска. 1891—1945: Биографический справочник. — М.: Русский путь, 2007. — 676 с. — ISBN 978-5-85887-259-7.
- Семёнов В. Г. Дополнение к биографическому справочнику «Офицерский корпус Оренбургского казачьего войска. 1891—1945». — Оренбург: Димур, 2009. — 80 с. — ISBN 978-5-7689-0221-6.
- Семёнов В. Г., Семёнова В. П. Губернаторы Оренбургского края. — Оренбург: Кн. изд-во им. Г. П. Донковцева, 2014. — 446 с. — ISBN 978-5-88788-217-8.
- Семёнов В. Г., Семёнова В. П. Таналык: крепость, станица, село. — Оренбург: Кн. изд-во им. Г. П. Донковцева, 2015. — 558 с. — ISBN 978-5-88788-219-2.